# Aloina humilis
Aloina humilis là một loài rêu trong họ Pottiaceae. Loài này được M. T. Gallego, Cano & Ros mô tả khoa học đầu tiên năm 1998.